# Apoteket Enhörningen

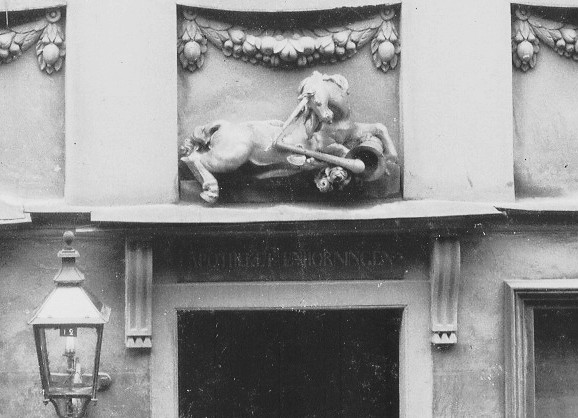
Apotekes gamla emblem på Hornsgatan 5, september 1905.

Den här sidan handlar om apoteket i Stockholm, för apoteket i Göteborg, se Apoteket Enhörningen, Göteborg.
Apoteket Enhörningen inrättades år 1694 vid Götgatsbacken på Södermalm i Stockholm. Apoteket var omkring 1710 ett av stadens pestapotek och flyttades ett flertal gånger. Mellan 1817 och 1905 var adressen Hornsgatan 5. Under större delen av 1900-talet låg Enhörningen i hörnhuset Hornsgatan 29A / Bellmansgatan 20. Apoteket gick 1976 samman med apoteket Bävern till Mariaapoteket, som ligger vid Krukmakargatan 13, och numera är en filial av Apotek Hjärtat.

## Namnet
Enhörningen existerade bara i legenden och mytologin. Dess horn skulle besitta underbara läkekrafter och skydda mot förgiftningar. Enhörningens ”horn” var i själva verket narvalens spiralvridna huggtand och den nyttjades som dyrbar drog, kallad unicornum.

## Historik

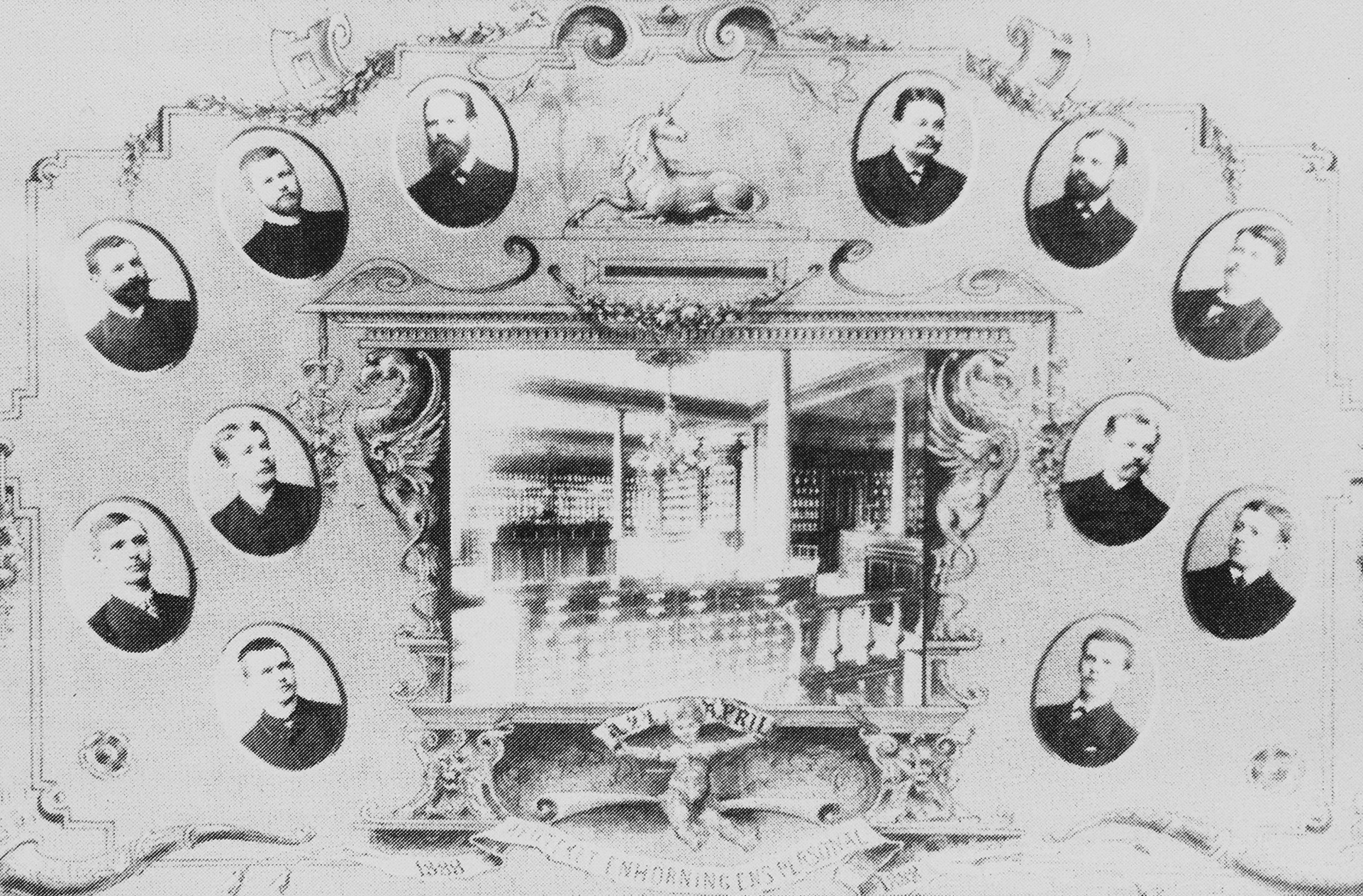
Enhörningens personal och interiör 1888.

Apoteket Enhörningen var det första permanenta apoteket på Södermalm, inrättat 1694 av den tyskfödde apotekaren Johan Fredric Stapenius d.ä. (död 1728). Ett krav för att få öppna apoteket var, att han ”ej skulle transportera det in i Staden (Stadsholmen)”. Innan dess gjordes flera försök, att etablera ett apotek i stadsdelen Södermalm. Alla misslyckades dock på grund av dålig lönsamhet. Bland annat anlades 1674 apoteket Örnen, som under namnet Korpen, öppnades 1678 vid Stortorget i Gamla stan. 
Första platsen för Enhörningen var vid Götgatsbacken, där apoteket låg i olika hus från 1600-talets slut och under hela 1700-talet. I samband med pestepidemin, som drabbade Stockholm en sista gång 1710, hörde Enhörningen tillsammans med apoteken Hvita Björnen, Lejonet och Korpen till stadens så kallade pestapotek. Dessa stod för försäljning av medicin till människor, som blivit sjuka i pesten. 
Som framgår av Petrus Tillaeus karta från 1733 fanns då fem apotek i "Staden", nämligen Cronan, Engelen, Markattan, Korpen och Svanen. På Norrmalm låg dessutom Lejonet, Morian och Biörn. På Södermalm fanns endast Enhörningen.
Mellan 1714 och 1740 leddes apoteket av Strobells son, Georg Fredrik Strobell d.y. Men Strobell vanskötte apoteket "på grund av bristande förmåga och svag hälsa". Även hans, i utlandet förvärvade doktorstitel ifrågasattes. Av honom köpte tyskfödde Johan Michael Wirwach (eller Wirrwach) rörelsen. 
Wirwach gjorde sig känt som grosshandlare, fabrikörer och apotekare. Den efter honom uppkallade Wirwachs malmgård lät han bygga  på 1770-talet. Där hade han en omfattande odling av medicinalväxter, som levererade råmaterial för framställning av apotekets läkemedel. Apoteket Enhörningen ledde han på ett förebildligt sätt fram till sin död 1783. I samband med Mariabranden 1759 förstördes apoteket delvis. Det var sedan under en kort tid inrymt i en lokal i Södra stadshuset (nuvarande Stockholms stadsmuseum). Därefter återfinns apoteket på Götgatan 3 respektive Mariagatan 10 (nuvarande Peter Myndes backes del väster om Götgatan).
År 1817 flyttades Enhörningen av assessor Albrecht Pripp (1783-1853) till adressen Hornsgatan 5, där det låg under nästan 90 år. Över entrén fanns apotekets emblem, en enhörning som håller i en mortel. Det är oklart om Wirwach lät göra skylten eller om den är av ännu äldre datum. Den väckte vid sin tid ”i synnerhet främlingars uppmärksamhet genom sin gamla stil”.

## Enhörningens sista adress

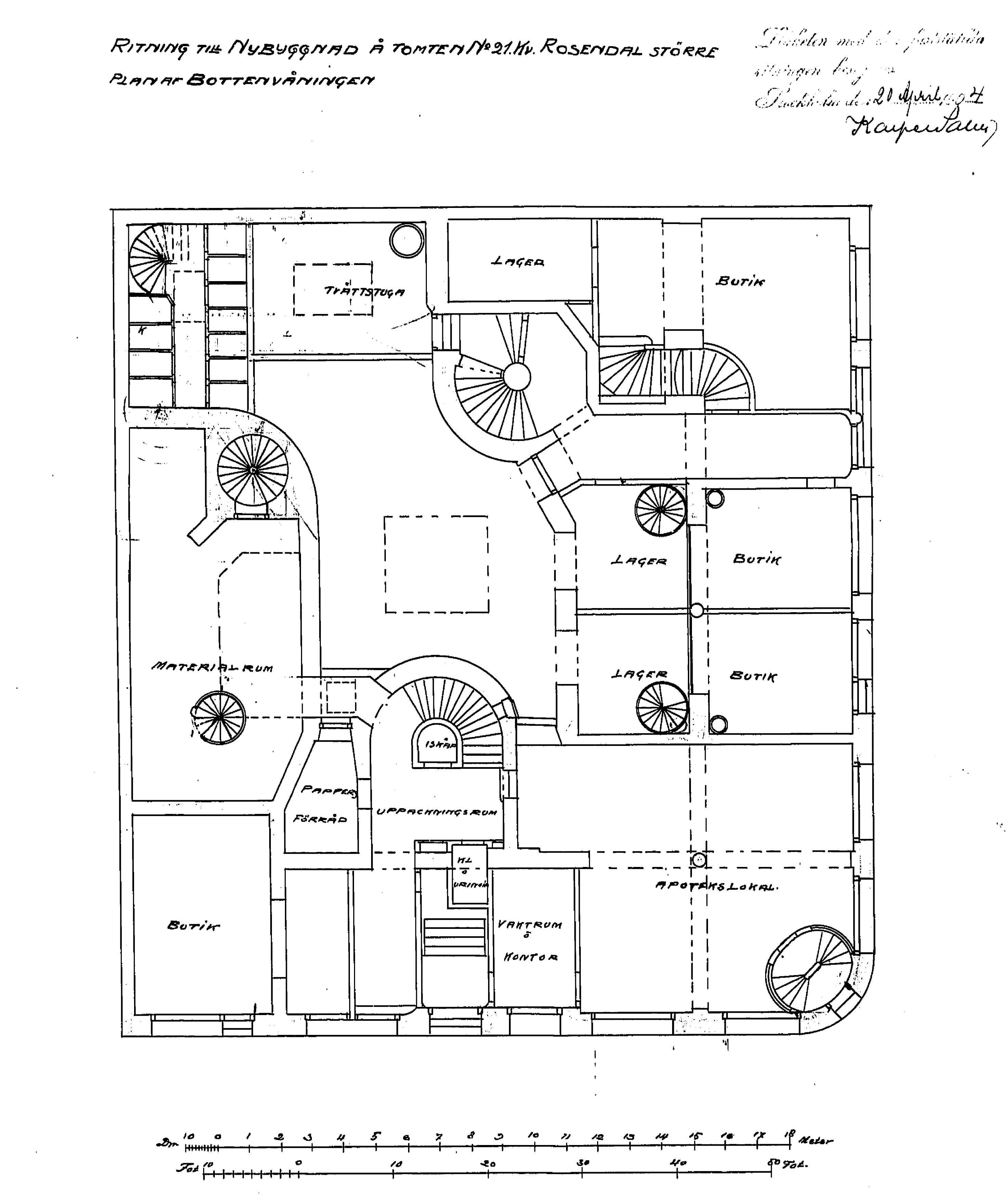
Apotekets lokaler, 1904.

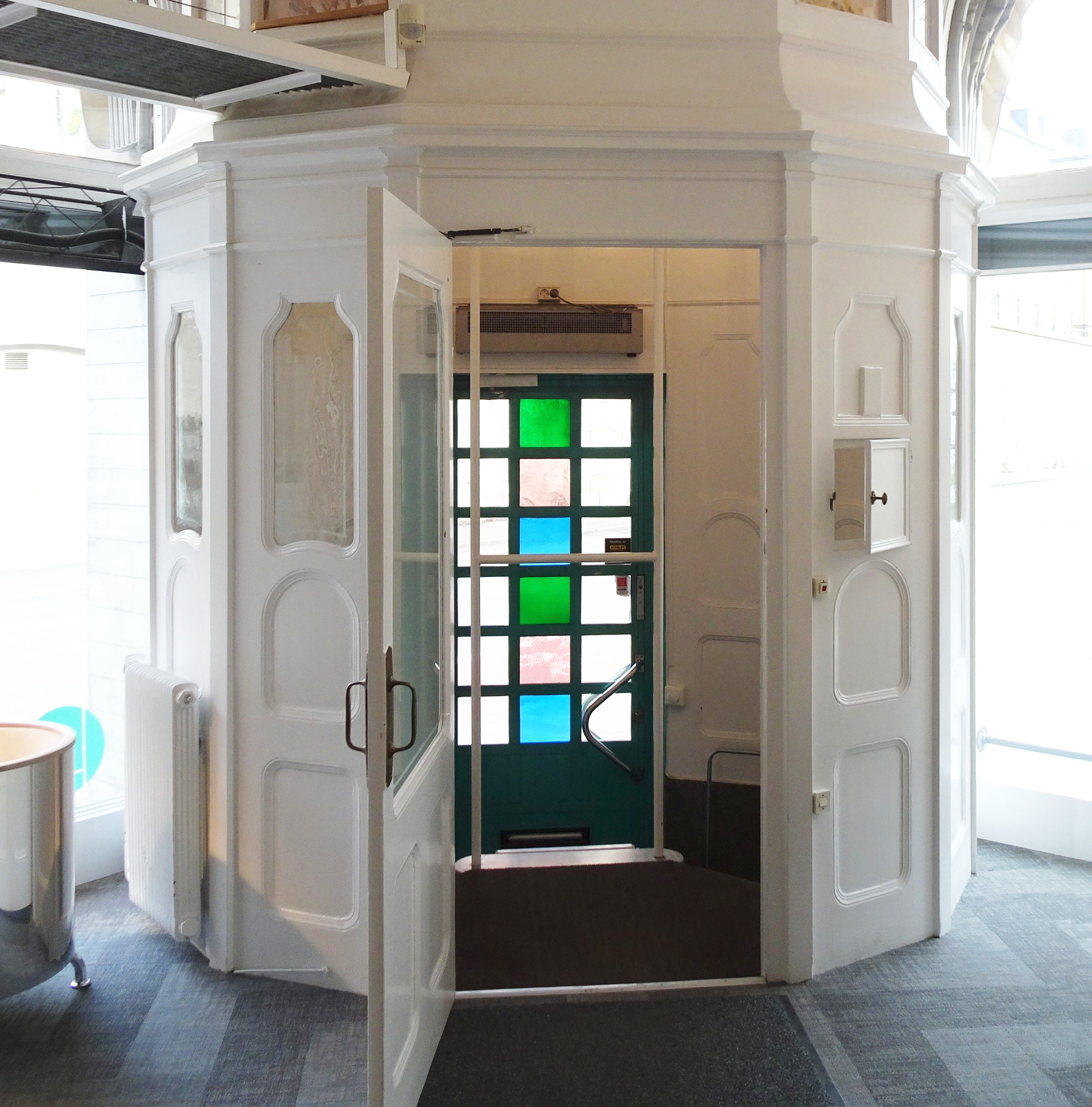
Apotekets vindfång med nattluckan.

Under apotekaren J.A. Elfström öppnade Enhörningen 1906 i Kvarteret Rosendal större i det nybyggda hörnhuset Hornsgatan 29 / Bellmansgatan 20, ritat av arkitektkontoret Hagström & Ekman. Här hade Enhörningen sina lokaler i tre plan. På bottenvåningen låg publika utrymmen, kontor, materialkammare, arbetsrum och liknande. I källaren fanns bland annat laboratorium och analysrum och på en entrésol låg personalrum. 
Officininredningen flyttades hit från apotekets tidigare adress och kompletterades av möbelfabriken C.E. Jonsson i Stockholm. Inredningen var utförd av brunpolerat ädelträ och formgivet i nyrenässans. Skåpen täckte väggarna till nästan full höjd, däröver fanns väggmålningar med blomstergirlanger och medaljonger med porträtt av svenska vetenskapsmän, bland dem Carl Wilhelm Scheele, Carl von Linné och Jöns Jacob Berzelius. 
Entrén var från hörnet och över entréporten anordnades en baldakin av kopparplåt krönt av en liten förgylld enhörning. Vindfånget var vitmålat och hade formen av en tolvkantig kiosk gestaltad i jugend. I den fanns även den så kallade nattluckan, där kunder kunde hämta medicin när apoteket hade jouröppet. Lokalen hade belysning med både gas och elektricitet. På 1920-talet leddes Enhörningen av apotekaren Carl C.W. Pleijel, han syns tillsammans med sina kollegor på ett fotografi från 1926.
Vid Hornsgatan 29A låg Enhörningen kvar till 1 mars 1976. Därefter gick Enhörningen samman med apoteket Bävern och blev till nybyggda Mariaapoteket som har sina lokaler vid Krukmakargatan 13. Mariaapoteket är numera en filial av apotekskedjan Apotek Hjärtat. Baldakinen av koppar smyckar fortfarande apotekets gamla entré, den lilla enhörningen är dock borta men vindfånget i jugend finns ännu kvar i nuvarande möbelbutik. Den historiska apoteksinredningen magasinerades av Apoteksbolaget.

## Enhörningens interiör och personal 1926
| Personalen från vänster till höger: Apotekets innehavare Carl C.W. Pleijel, apotekare R.A.Nathanael Beckman, apotekare P.L.August Cassel och teknisk biträde Dagmar E. Dahlquist (vänstra bild). Apotekare Ture Swanström, apotekare Carin Wallqvist och farmacie kandidat Lilly E.G. Ericsson (högra bild). |  | Personalen från vänster till höger: Apotekets innehavare Carl C.W. Pleijel, apotekare R.A.Nathanael Beckman, apotekare P.L.August Cassel och teknisk biträde Dagmar E. Dahlquist (vänstra bild). Apotekare Ture Swanström, apotekare Carin Wallqvist och farmacie kandidat Lilly E.G. Ericsson (högra bild). |
| Personalen från vänster till höger: Apotekets innehavare Carl C.W. Pleijel, apotekare R.A.Nathanael Beckman, apotekare P.L.August Cassel och teknisk biträde Dagmar E. Dahlquist (vänstra bild). Apotekare Ture Swanström, apotekare Carin Wallqvist och farmacie kandidat Lilly E.G. Ericsson (högra bild). |  | |

## Bilder

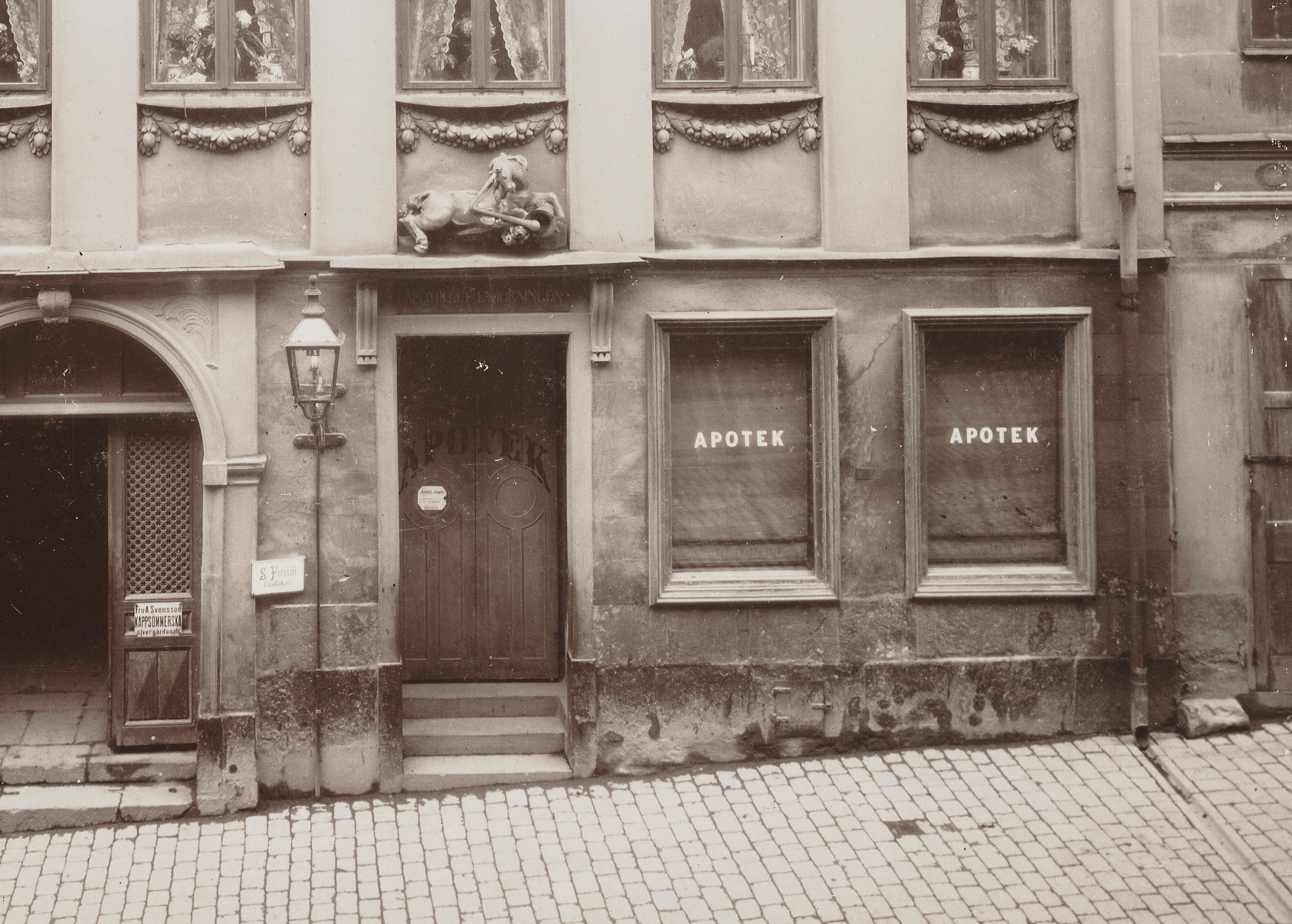
Enhörningen 1905, Hornsgatan 5
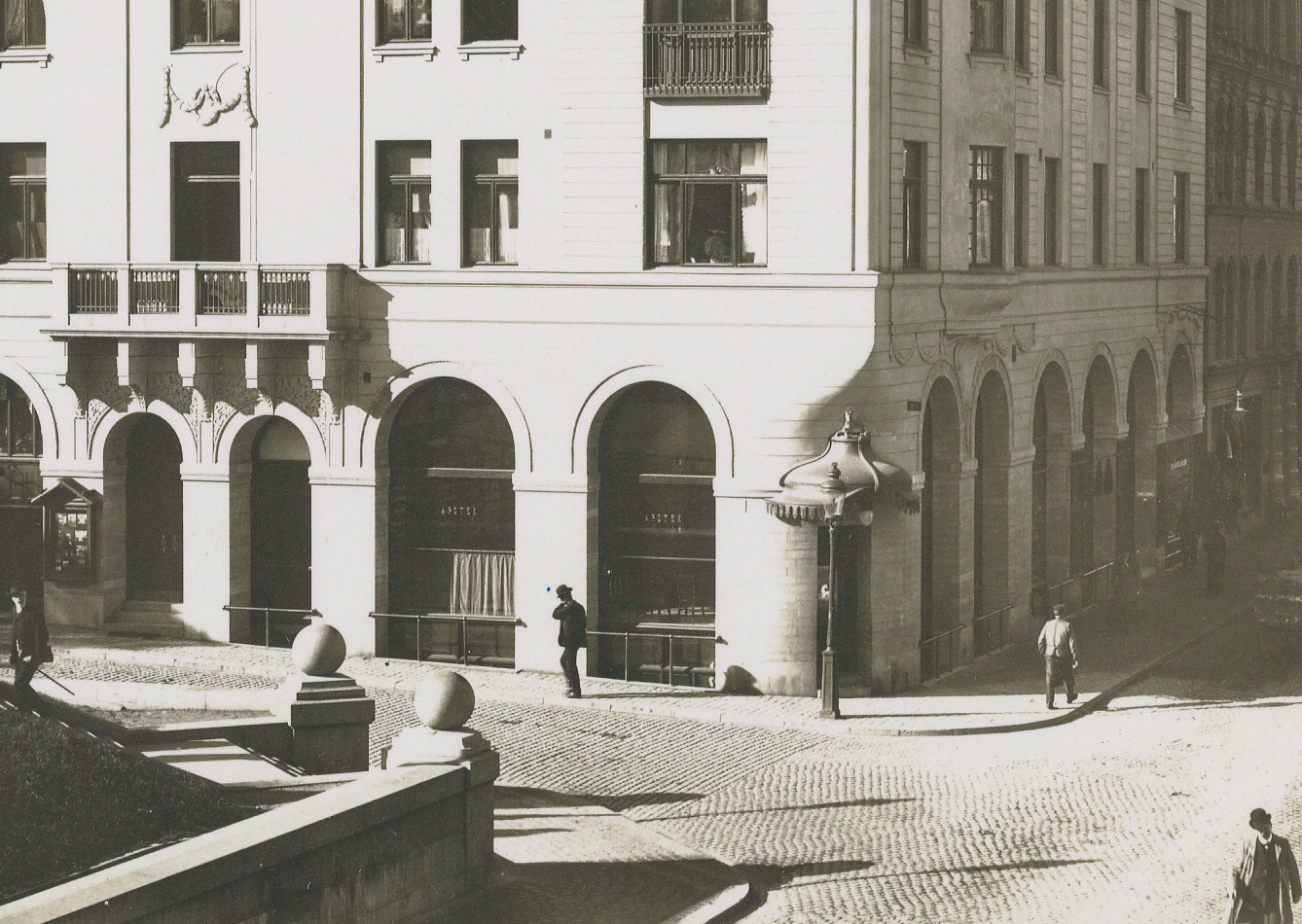
Enhörningen 1906, Hornsgatan 29A
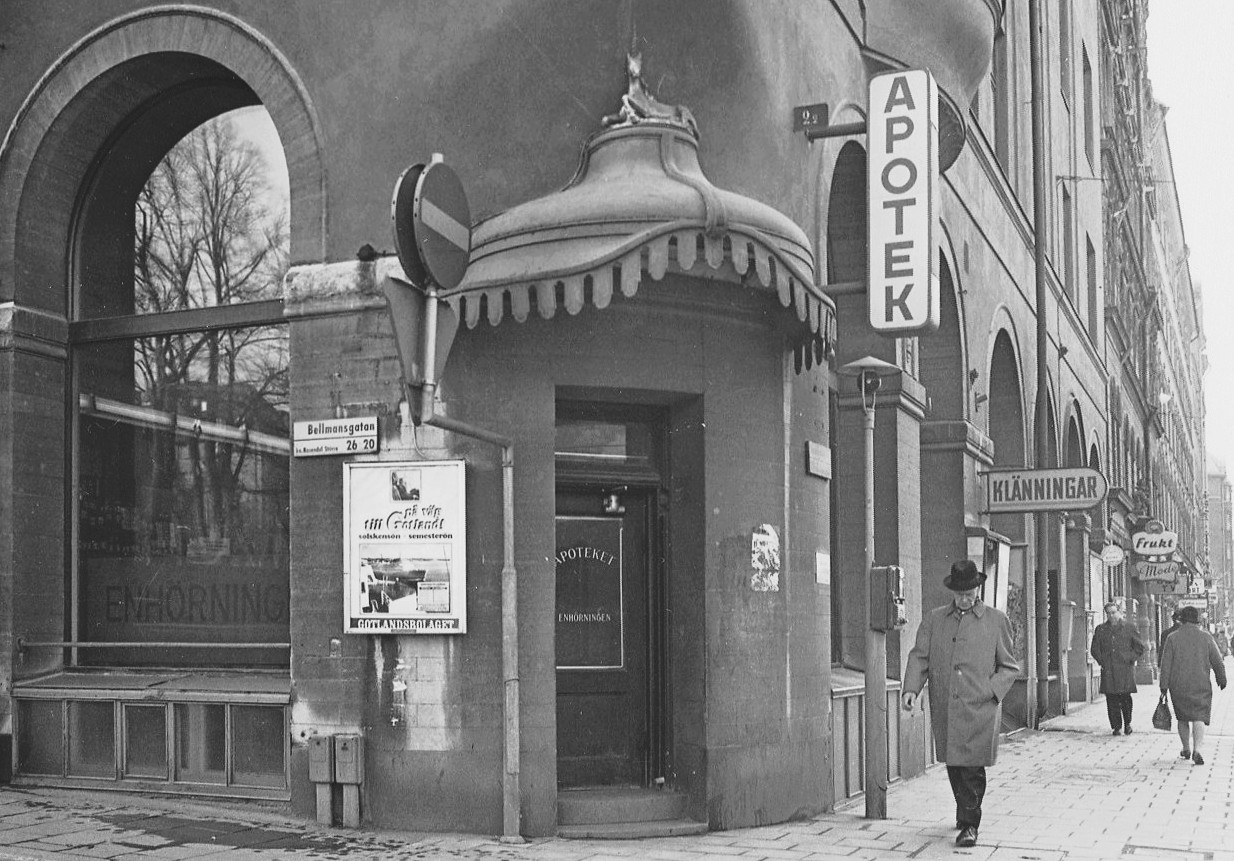
Entrén Hornsgatan 29A, 1960-talet
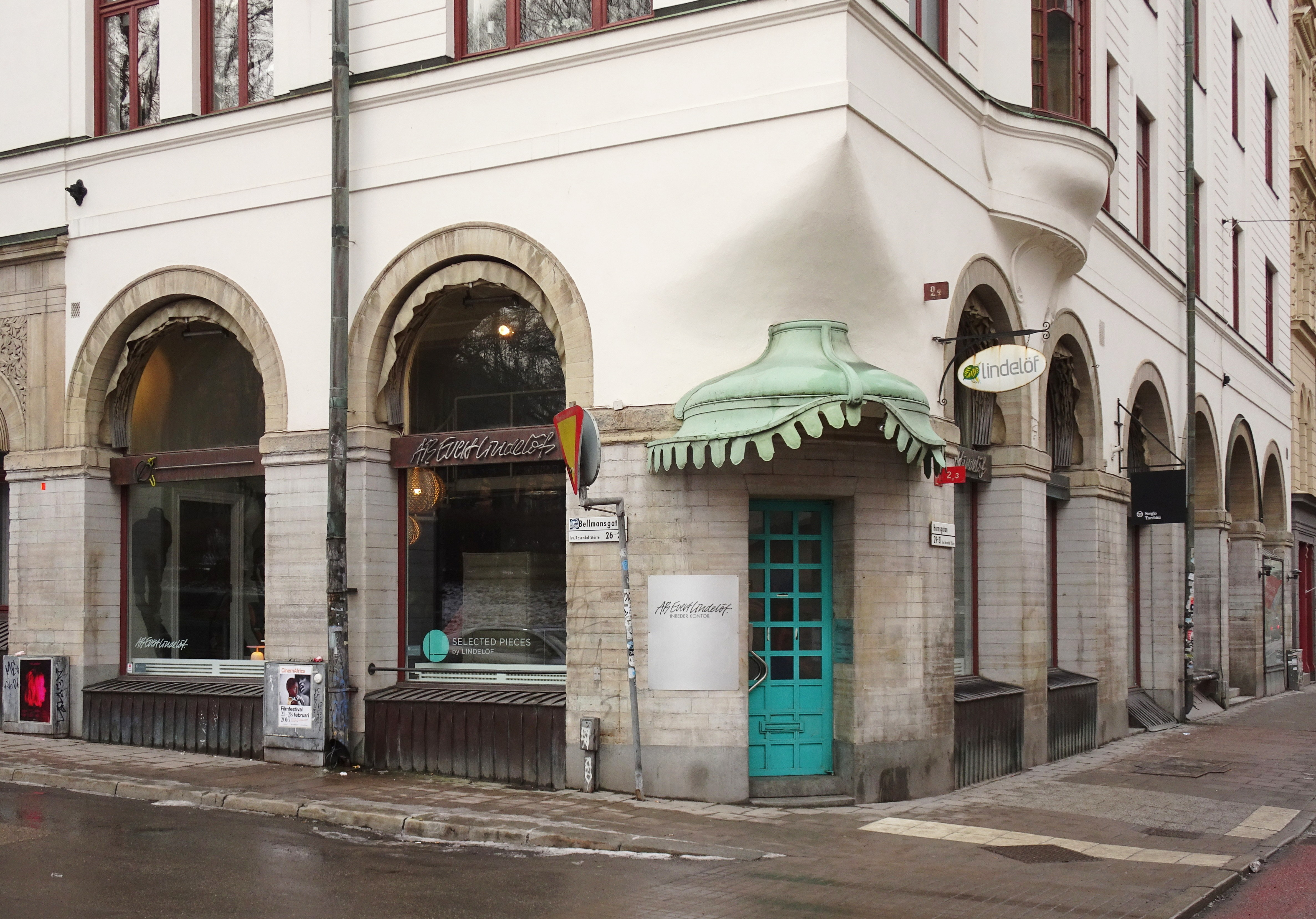
Hörnet Hornsgatan / Bellmansgatan 2016